# Volodímir Bezsònov
Volodímir Vassíliovitx Bezsònov o Vladímir Vassílievitx Biessónov (ucraïnès: Володи́мир Васи́льович Безсо́нов; rus: Влади́мир Васи́льевич Бессо́нов) (5 de març, 1958) fou un futbolista i entrenador de futbol ucraïnès.

## Trajectòria
La major part de la seva trajectòria transcorregué al Dynamo Kýiv. També jugà abans de retirar-se al Maccabi Haifa F.C..
És considerat el millor defensa que ha defensat la samarreta de l'URSS. Hi disputà 79 partits i marcà 4 gols entre 1977 i 1990. Disputà tres Mundials (1982, 1986, 1990), fou finalista de l'Eurocopa 1988 i guanyà una medalla olímpica. És el cinquè jugador amb més partits a la selecció.
Ha entrenat diversos equips i seleccions de l'antiga URSS.

## Palmarès

### Individual
- Futbolista ucraïnès de l'any: 1989

### Club
- Lliga soviètica de futbol: 1977, 1980, 1981, 1985, 1986, 1990
- Copa soviètica de futbol: 1978, 1982, 1985, 1987, 1990
- Supercopa soviètica de futbol: 1980, 1985, 1986
- Recopa d'Europa de futbol: 1986
- Trofeu Santiago Bernabéu: 1986
- Jocs Olímpics d'Estiu 1980: Medalla de bronze.
- Eurocopa 1988: Finalista.